# Fotbal Club Petrolul Ploiești
Il Fotbal Club Petrolul Ploiești, anche noto semplicemente come Petrolul Ploiești (/peˈtrolul ploˈjeʃtʲ/), è una società calcistica rumena con sede nella città di Ploiești. Vanta 4 titoli nazionali rumeni e 3 coppe di Romania.
La squadra è stata fondata nel 1952 ed è la formale continuazione della Juventus București (nata nel 1924), dopo che tale società si è spostata nella città di Ploiești.
Milita in Liga I, la prima divisione del campionato rumeno.
Il Petrolul Ploiești balzò agli onori delle cronache il 12 ottobre del 1966, quando sconfisse per 3-1 il fortissimo Liverpool di Bill Shankly nella gara d'andata di Coppa dei Campioni 1966-1967.
Il 14 agosto 2011 la federazione rumena ha concesso al Petrolul di aggiungere al proprio palmarès il campionato vinto dalla Juventus Bucarest in quanto la squadra è la naturale prosecuzione del vecchio club della capitale.

## Denominazioni
Di seguito i vari cambi di denominazione a partire dal 1924, ovvero dal momento della fondazione della Juventus:
- 1924: FC Juventus București
- 1947: Distributia București
- 1948: Petrolul București
- 1949: Competrol București
- 1949: Partizanul București
- 1949: Energia București
- 1950: Flacăra București

Dopo il trasferimento a Ploiești
- 1952: Flacăra Ploiești
- 1952: Partizanul Ploiești
- 1956: Energia Ploiești
- 1957: FC Petrolul Ploiești
- 1992: FC Ploiești
- 1993: FC Petrolul Ploiești
- 2016: Petrolul 52 Ploiești
- 2017: FC Petrolul Ploiești

## Palmarès

### Competizioni nazionali
- Campionato rumeno: 4

1929-1930, 1957-1958, 1958-1959, 1965-1966
- Coppa di Romania: 3

1962-1963, 1994-1995, 2012-2013
- Liga II: 4

1981-1982, 2003-2004, 2010-2011, 2021-2022
- Liga III: 1

2017-2018

### Altri piazzamenti
- Campionato rumeno:

Secondo posto: 1925-1926, 1955, 1961-1962
Terzo posto: 1935-1936, 1959-1960, 2012-2013, 2013-2014
- Coppa di Romania:

Finalista: 1952
Semifinalista: 1935-1936, 1936-1937, 1954, 1989-1990, 2000-2001, 2013-2014, 2014-2015
- Supercoppa di Romania:

Finalista: 1995, 2013
- Liga II:

Terzo posto: 2006-2007 (Serie I), 2007-2008 (Serie I), 2009-2010 (Serie I)

## Statistiche e record

### Partecipazioni alle competizioni internazionali
| Categoria                  | Partecipazioni | Debutto | Ultima stagione |
| Coppa dei Campioni         | 3              | 1959    | 1967            |
| Coppa delle Fiere          | 3              | 1963    | 1968            |
| Coppa delle Coppe          | 2              | 1964    | 1996            |
| Coppa UEFA / Europa League | 3              | 1991    | 2014            |

## Tifoseria
Petrolul Ploiești ha una base di tifosi ampia e costante nella contea di Prahova e il loro attaccamento alla squadra è rinomato in Romania. I tifosi di Petrolului Ploiești hanno stabilito un record difficilmente eguagliabile in Romania, il maggior numero di tifosi in trasferta, circa 35.000 tifosi si sono recati a Bucarest, per la finale della Coppa di Romania nel 2013, vinta con il punteggio di 1-0 davanti alla squadra del CFR Cluj.

### Storia

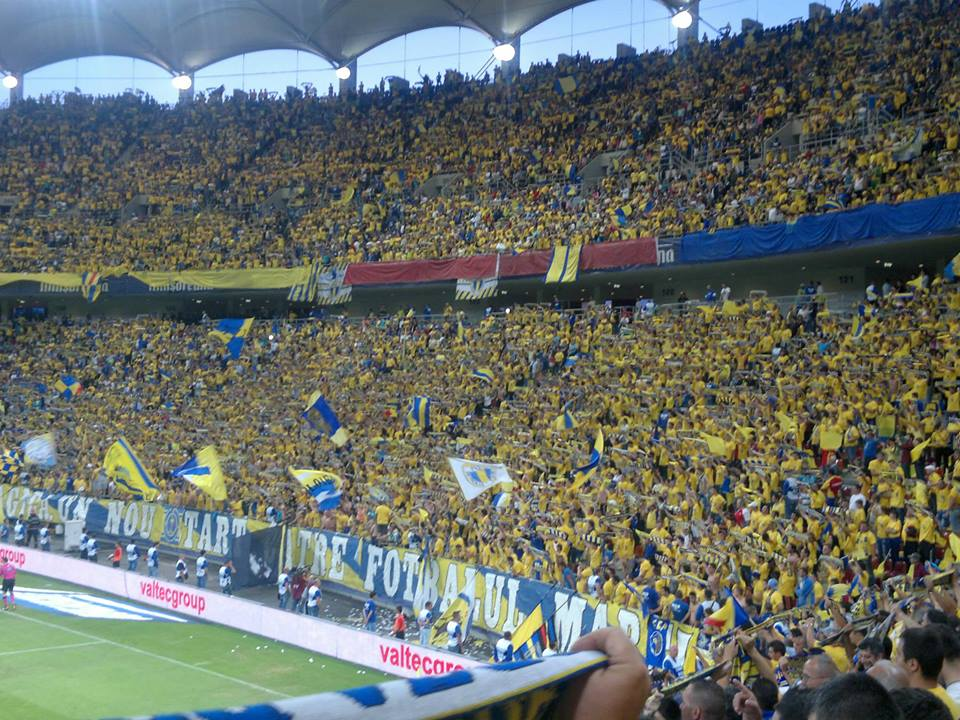
Tifosi della benzina alla finale della Coppa di Romania 2013 a Bucarest

L'attuale gallery del Petrol risale al 1996 quando, grazie alla buona prestazione della squadra l'anno precedente (vittoria della Coppa di Romania), un gruppo di tifosi fedeli ai colori del club, seguaci del fenomeno ultra, prese l'iniziativa e fondò il primo gruppo ultras di Ploiesti, denominato Ultras Ploiestina. In breve tempo, insieme a coloro che fondarono questo gruppo, arriveranno altri ragazzi, tanto che il nome Ultras Ploiestina arrivò a designare l'intera Galleria di Petrolului.
A partire dal 1998, la galleria cambia nome in Lupii Galbeni, nome che ispirerà i dirigenti dell'azienda Petrom, la testa del lupo diventando presto l'emblema dell'azienda. Col passare del tempo, sempre più giovani si uniscono alla galleria. In questo modo, durante le partite con le squadre di Bucarest, la tribuna occupa tutto il prato.All'inizio degli anni 2000 compaiono sul prato nuovi gruppi: Malul Rosu Maniacs 2001, Knot 2004, Punks 2003.
Gli Ultras Petrolul Ploiesti continuarono a rappresentare alcuni dei gruppi di tifosi più forti della Romania, anche se i decenni successivi non portarono al successo il club del club. La galleria principale del Ploiesti è Peluza 1 Ilie Oana, che ha sviluppato coreografie e azioni che hanno imposto il nome del club in Europa. Nel 2012 si pongono le basi per nuovi prati, quelli latini che si snodano nel prato 2 accanto agli ospiti, sviluppandosi in maniera ultra con corgrafi e bandiere di primissima qualità.

### Gemellaggi e rivalità

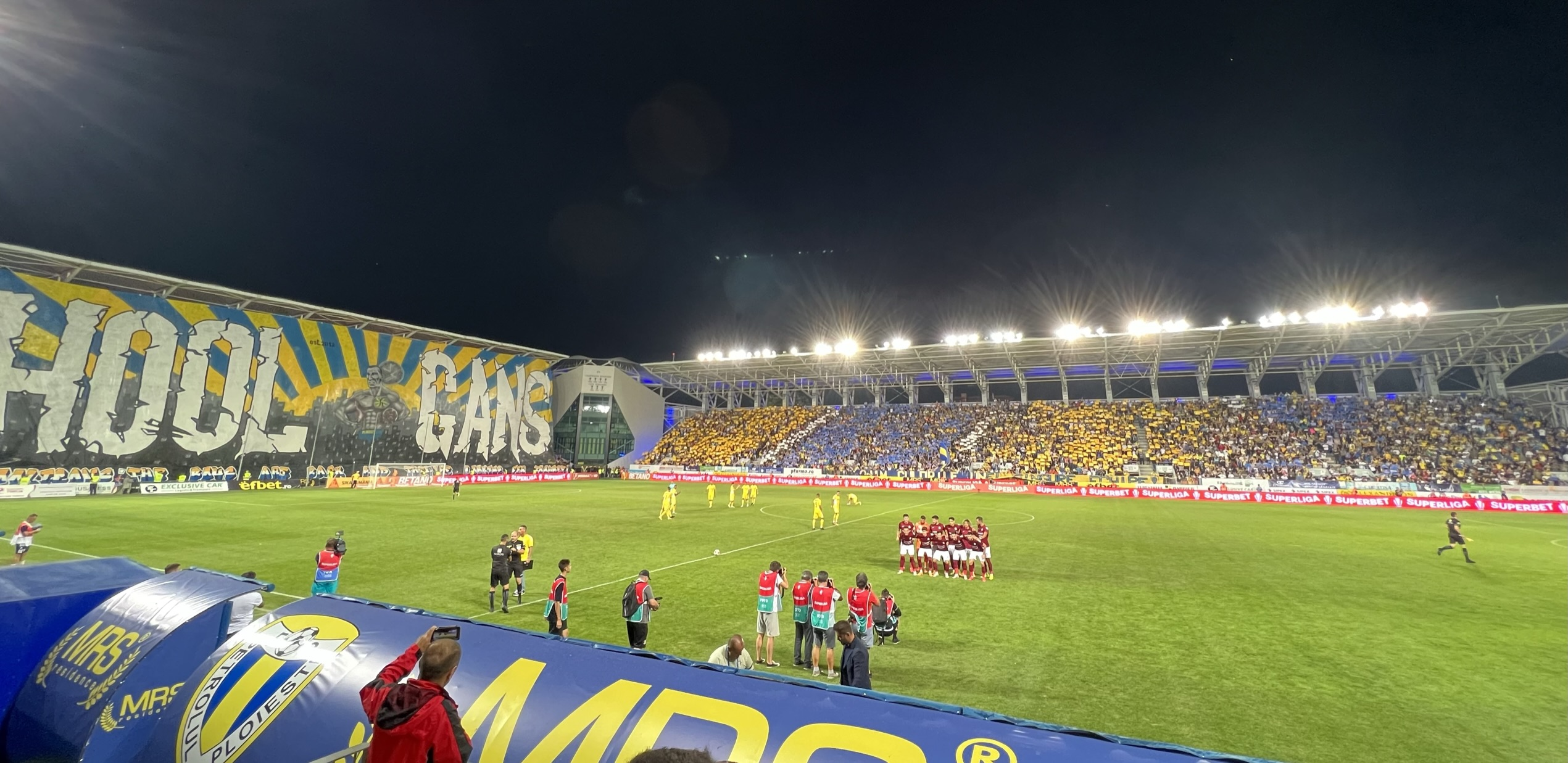
I sostenitori del Petrolul mostrano una coreografia 3D

I tifosi di Petrolului Ploiești hanno stabilito una stretta amicizia con i tifosi del Vitesse Arnhem e del KRC Genk. Inoltre, il Peluza 1 Ilie Oană ha un rapporto di fratellanza con il Peluza Nord Galați , che sostiene la squadra dell'Oțelul Galaţi, e recentemente si è formata una fratellanza con i tifosi della Salernitana, tutti questi gruppi erano presenti al derby con il Rapid 15 dicembre 2023.
Il rivale tradizionale del Petrolul Ploiești è il Rapid București . Si sono affrontati per la prima volta l'11 novembre 1931, quando la Juventus București ha pareggiato 3–3 in casa con il CFR București, allo Stadionul Romcomit , e hanno mantenuto una forte rivalità nonostante i lunghi periodi di non incontro quando uno o l'altro giocavano in seconda divisione. Nella stagione 1965-66 , il Petrolul ha vinto la Liga I mentre il Rapid è arrivato secondo. L'anno successivo, il Rapid ha vinto il suo primo titolo nazionale dopo una partita giocata nel vecchio stadio Ilie Oană; si ritiene che questi eventi abbiano acceso ulteriormente la rivalità.  A causa del fatto che questa rivalità è la più antica per le squadre rumene ancora attive, è entrata nella coscienza collettiva come derby Primvs.
Petrolul mantenne una rivalità più moderata con il defunto Astra Giurgiu, il suo ex nemico locale. L'Astra Giurgiu fu promosso per la prima volta in Liga I nel 1998 e giocò a Ploiești fino a settembre 2012, quando fu trasferito a Giurgiu . Anche dopo il trasferimento, la rivalità continuò tra i governi dei club. 
I tifosi del Petrolul nutrono rancore anche nei confronti delle altre squadre di Bucarest storicamente prospere, vale a dire FCSB e Dinamo . A volte intonano cori contro di loro anche al di fuori delle partite dirette. 

## Organico

### Rosa 2022-2023
| N. |                        | Ruolo | Calciatore         |
| -- | ---------------------- | ----- | ------------------ |
| 1  | Rep. Ceca (bandiera)   | P     | Lukáš Zima         |
| 2  | Portogallo (bandiera)  | D     | Marian Huja        |
| 3  | Paesi Bassi (bandiera) | D     | Bart Meijers       |
| 4  | Romania (bandiera)     | D     | Paul Papp          |
| 5  | Romania (bandiera)     | D     | Valentin Țicu      |
| 6  | Brasile (bandiera)     | C     | Jefferson          |
| 7  | Romania (bandiera)     | C     | Gheorghe Grozav    |
| 8  | Brasile (bandiera)     | C     | Jair               |
| 11 | Giappone (bandiera)    | C     | Takayuki Seto      |
| 12 | Romania (bandiera)     | P     | Mihai Eșanu        |
| 14 | Romania (bandiera)     | D     | Iasmin Latovlevici |
| 19 | Romania (bandiera)     | A     | Alexandru Tudorie  |
| 20 | Romania (bandiera)     | C     | Cosmin Tucaliuc    |
| 24 | Romania (bandiera)     | A     | Raul Bucur         |

| N. |                           | Ruolo | Calciatore       |
| -- | ------------------------- | ----- | ---------------- |
| 25 | Serbia (bandiera)         | C     | Stefan Purtić    |
| 35 | Romania (bandiera)        | P     | Andrei Jercalau  |
| 41 | Romania (bandiera)        | C     | Mihnea Rădulescu |
| 43 | Romania (bandiera)        | C     | Mario Ionita     |
| 44 | Romania (bandiera)        | C     | Lucian Dumitriu  |
| 47 | Romania (bandiera)        | C     | Albert Dima      |
| 55 | Romania (bandiera)        | C     | Alesio Tudor     |
| 57 | Romania (bandiera)        | A     | Sebastian Guiu   |
| 71 | Costa d'Avorio (bandiera) | D     | Seniko Doua      |
| 82 | Costa d'Avorio (bandiera) | C     | Ismaël Diomandé  |
| 98 | Romania (bandiera)        | C     | Mario Bratu      |
| 99 | Romania (bandiera)        | D     | Florin Borța     |
|    | Romania (bandiera)        | C     | Sergiu Hanca     |

### Rosa delle stagioni precedenti
- 2015-2016